# Troféu Mundial por Equipes de Patinação Artística no Gelo de 2017
O Troféu Mundial por Equipes de Patinação Artística no Gelo de 2017 foi a quinta edição do Troféu Mundial por Equipes de Patinação Artística no Gelo, um evento de patinação artística no gelo organizado pela União Internacional de Patinação (em inglês:  International Skating Union) onde os patinadores artísticos, competem pelo troféu de campeão mundial por equipes. A competição foi disputada entre os dias 20 de abril e 23 de abril, na cidade de Tóquio, Japão.

## Eventos
- Equipes (Individual masculino + Individual feminino + Duplas + Dança no gelo)

## Medalhistas
| Evento           | Ouro | Prata | Bronze |
| Equipes detalhes | Yuzuru Hanyu · Shoma Uno · Wakaba Higuchi · Mai Mihara · Sumire Suto · Francis Boudreau-Audet · Kana Muramoto · Chris Reed · Japão | Mikhail Kolyada · Maxim Kovtun · Evgenia Medvedeva · Elena Radionova · Evgenia Tarasova · Vladimir Morozov · Ekaterina Bobrova · Dmitri Soloviev · Rússia | Jason Brown · Nathan Chen · Karen Chen · Ashley Wagner · Ashley Cain · Timothy LeDuc · Madison Chock · Evan Bates · Estados Unidos |

## Competidores
| País           | Masculino                     | Feminino                              | Duplas                                  | Dança no gelo                        |
| -------------- | ----------------------------- | ------------------------------------- | --------------------------------------- | ------------------------------------ |
| Canadá         | Patrick Chan Kevin Reynolds   | Alaine Chartrand Gabrielle Daleman    | Kirsten Moore-Towers / Michael Marinaro | Kaitlyn Weaver / Andrew Poje         |
| China          | Jin Boyang Li Tangxu          | Li Xiangning Li Zijun                 | Peng Cheng / Jin Yang                   | Wang Shiyue / Liu Xinyu              |
| Estados Unidos | Jason Brown Nathan Chen       | Karen Chen Ashley Wagner              | Ashley Cain / Timothy LeDuc             | Madison Chock / Evan Bates           |
| França         | Kévin Aymoz Chafik Besseghier | Laurine Lecavelier Maé-Bérénice Méité | Vanessa James / Morgan Cipres           | Marie-Jade Lauriault / Romain Le Gac |
| Japão          | Yuzuru Hanyu Shoma Uno        | Wakaba Higuchi Mai Mihara             | Sumire Suto / Francis Boudreau-Audet    | Kana Muramoto / Chris Reed           |
| Rússia         | Mikhail Kolyada Maxim Kovtun  | Evgenia Medvedeva Elena Radionova     | Evgenia Tarasova / Vladimir Morozov     | Ekaterina Bobrova / Dmitri Soloviev  |

## Resultados

### Pontuação por equipes
| Pos.              | País           | Pontos |
| ----------------- | -------------- | ------ |
| Medalha de ouro   | Japão          | 109    |
| Medalha de prata  | Rússia         | 105    |
| Medalha de bronze | Estados Unidos | 97     |
| 4                 | Canadá         | 87     |
| 5                 | China          | 80     |
| 6                 | França         | 62     |

### Individual masculino
| Pos. | Nome              | Nacionalidade  | Pontos | PC         | Pontos (Equipes) | PL          | Pontos (Equipes) |
| ---- | ----------------- | -------------- | ------ | ---------- | ---------------- | ----------- | ---------------- |
| 1    | Shoma Uno         | Japão          | 302.02 | 103.53 (1) | 12               | 198.49 (2)  | 11               |
| 2    | Nathan Chen       | Estados Unidos | 284.52 | 99.28 (2)  | 11               | 185.24 (4)  | 9                |
| 3    | Yuzuru Hanyu      | Japão          | 284.00 | 83.51 (7)  | 11               | 200.49 (1)  | 12               |
| 4    | Mikhail Kolyada   | Rússia         | 279.41 | 95.37 (4)  | 9                | 184.04 (5)  | 8                |
| 5    | Patrick Chan      | Canadá         | 276.47 | 85.73 (6)  | 7                | 190.74 (3)  | 10               |
| 6    | Jason Brown       | Estados Unidos | 273.67 | 94.32 (5)  | 8                | 179.35 (6)  | 7                |
| 7    | Jin Boyang        | China          | 272.61 | 97.98 (3)  | 10               | 174.63 (7)  | 6                |
| 8    | Chafik Besseghier | França         | 239.39 | 81.93 (8)  | 5                | 157.46 (8)  | 5                |
| 9    | Maxim Kovtun      | Rússia         | 212.91 | 64.62 (11) | 2                | 148.29 (10) | 3                |
| 10   | Kevin Reynolds    | Canadá         | 212.29 | 61.88 (12) | 1                | 150.41 (9)  | 4                |
| 11   | Kévin Aymoz       | França         | 194.66 | 67.23 (9)  | 4                | 127.43 (11) | 2                |
| 12   | Li Tangxu         | China          | 190.56 | 65.24 (10) | 3                | 125.32 (12) | 1                |

### Individual feminino
| Pos. | Nome               | Nacionalidade  | Pontos | PC         | Pontos (Equipes) | PL          | Pontos (Equipes) |
| ---- | ------------------ | -------------- | ------ | ---------- | ---------------- | ----------- | ---------------- |
| 1    | Evgenia Medvedeva  | Rússia         | 241.31 | 80.85 (1)  | 12               | 160.46 (1)  | 12               |
| 2    | Mai Mihara         | Japão          | 218.27 | 72.10 (3)  | 10               | 146.17 (2)  | 11               |
| 3    | Wakaba Higuchi     | Japão          | 216.71 | 71.41 (5)  | 8                | 145.30 (3)  | 10               |
| 4    | Gabrielle Daleman  | Canadá         | 214.15 | 71.74 (4)  | 9                | 142.41 (4)  | 9                |
| 5    | Elena Radionova    | Rússia         | 209.29 | 72.21 (2)  | 9                | 137.08 (5)  | 8                |
| 6    | Ashley Wagner      | Estados Unidos | 204.01 | 70.75 (6)  | 9                | 133.26 (6)  | 7                |
| 7    | Li Zijun           | China          | 188.06 | 59.76 (9)  | 9                | 128.30 (7)  | 6                |
| 8    | Li Xiangning       | China          | 179.42 | 63.81 (7)  | 6                | 115.61 (8)  | 5                |
| 9    | Karen Chen         | Estados Unidos | 168.95 | 60.33 (8)  | 5                | 108.62 (9)  | 4                |
| 10   | Alaine Chartrand   | Canadá         | 166.28 | 59.13 (10) | 3                | 107.15 (11) | 2                |
| 11   | Laurine Lecavelier | França         | 161.58 | 54.15 (11) | 2                | 107.43 (10) | 3                |
| 12   | Maé-Bérénice Méité | França         | 154.69 | 49.11 (12) | 1                | 105.58 (12) | 1                |

### Duplas
| Pos. | Nome                                    | Nacionalidade  | Pontos | PC        | Pontos (Equipes) | PL         | Pontos (Equipes) |
| ---- | --------------------------------------- | -------------- | ------ | --------- | ---------------- | ---------- | ---------------- |
| 1    | Vanessa James / Morgan Cipres           | França         | 222.59 | 75.72 (1) | 1                | 146.87 (1) | 12               |
| 2    | Evgenia Tarasova / Vladimir Morozov     | Rússia         | 208.75 | 66.37 (4) | 1                | 142.38 (2) | 11               |
| 3    | Peng Cheng / Jin Yang                   | China          | 204.49 | 71.36 (2) | 11               | 133.13 (3) | 10               |
| 4    | Kirsten Moore-Towers / Michael Marinaro | Canadá         | 199.65 | 69.56 (3) | 10               | 130.09 (4) | 9                |
| 5    | Ashley Cain / Timothy Leduc             | Estados Unidos | 163.80 | 59.57 (5) | 8                | 104.23 (5) | 8                |
| 6    | Sumire Suto / Francis Boudreau-Audet    | Japão          | 152.41 | 54.84 (6) | 7                | 97.57 (6)  | 7                |

### Dança no gelo
| Pos. | Nome                                 | Nacionalidade  | Pontos | PC        | Pontos (Equipes) | PL         | Pontos (Equipes) |
| ---- | ------------------------------------ | -------------- | ------ | --------- | ---------------- | ---------- | ---------------- |
| 1    | Kaitlyn Weaver / Andrew Poje         | Canadá         | 190.56 | 76.73 (2) | 11               | 113.83 (1) | 12               |
| 2    | Madison Chock / Evan Bates           | Estados Unidos | 189.01 | 79.05 (1) | 12               | 109.96 (2) | 11               |
| 3    | Ekaterina Bobrova / Dmitri Soloviev  | Rússia         | 173.49 | 68.94 (3) | 10               | 104.55 (3) | 10               |
| 4    | Wang Shiyue / Liu Xinyu              | China          | 158.36 | 64.03 (4) | 9                | 94.33 (4)  | 9                |
| 5    | Kana Muramoto / Chris Reed           | Japão          | 156.45 | 63.77 (5) | 8                | 92.68 (6)  | 7                |
| 6    | Marie-Jade Lauriault / Romain Le Gac | França         | 154.36 | 61.44 (6) | 7                | 92.92 (5)  | 8                |